# Uto (Japonia)
Uto (jap. 宇土市 Uto-shi) – miasto w Japonii, w prefekturze Kumamoto, w zachodniej części wyspy Kiusiu.
1 października 1958 r. Uto-chō, po przyłączeniu terenów wsi Ōta, zostało przemianowane na Uto-shi.